# Приход Петра и Павла (Гуэмес)
Русская католическая церковь святых апостолов Петра и Павла или Русская католическая миссия (Mision Católica Rusa) в Буэнос-Айресе, Аргентина, принадлежит к Русскому апостолату в Зарубежье в традиции Русской католической церкви византийского обряда под управлением ордена иезуитов. При храме действует также румынская католическая миссия Mision Católica Rusa y Rumana.

## История
В 1946 году в Буэнос-Айрес для работы с русскими Ди Пи, прибывавшими в страну после Второй мировой войны, был направлен католический священник иезуит французского происхождения Филипп де Режис sj, который организовал первые богослужения и стал основателем храма и прихода. Иконы были написаны в Париже в строго выдержанном древне-византийском стиле. Община имела библиотеку, вела социальную работу, занималась благотворительностью, была тесно связана с другими структурами Миссии:
- Русское Христианское Возрождение
- За Правду! (газета)
- Институт русской культуры (Буэнос-Айрес)
- Интернат св. апостола Андрея Первозванного

- Преображенская церковь (Монастырь) (Transfiguration of Christ Skete, El Castillo — Ba. Monteverde, Los Cardales 2814, Buenos Aires.
- Centro Bizantino Nuestra Señora de Vladimir, en Campana, Argentina.

В 1950 году на Съезде русского католического духовенства давалась характеристика:

Здесь имеется прекрасно поставленный… приход… развивающий широкую общественно-благотворительную деятельность, дающую возможность нуждающимся получать в нужный момент необходимую материальную помощь, правовую защиту и материальную поддержку.
В 1972 году приход посетил епископ Андрей (Катков).

### Священники
- Александр Кулик
- Георгий Коваленко sj
- Всеволод Рошко
- Николай Алексеев
- Павел Крайник
- Валентин Танаев
- Крайнич (Krainic)
- Дан (Juan Dan), русин
- Кирилл Попов (Kiril Popov)
- Этхарии (Etcharri), испанец

В настоящее время — доктор Динко Крпан (Domingo Krpan), хорват, профессор богословия в католическом университете Буэнос-Айреса (Pontificia Universidad Católica Argentina). Насчитывается около 100 русских семей связанных с Миссией и приходом.

## Известные прихожане
- Алексей Ставровский
- Борис Ширяев
- М. В. Розанов